# «Глобус-1»
Глобус-1 або «Іванівська Хіросіма» — проєкт із мирних підземних ядерних вибухів, що сталися на території СРСР з 1965 по 1988 рік. Об'єкт «Глобус-1» є одним із чотирьох пунктів на геофізичному профілі Москва — Воркута. Проведено на ядерному полігоні 19 вересня 1971 року на березі річки Шачі (притока Волги), за 4 км від села Галкіне Кінешемського району Івановської області. Під час вибуху потужністю 2,3 кілотонни через неякісне цементування стовбура свердловини стався аварійний викид радіоактивних речовин на поверхню. На території було осередкове радіоактивне зараження. На даний момент об'єкт закрито, радіаційне тло в нормі.
Проєкт був єдиним у Центральній Росії та найближчим до Москви ядерним вибухом. Відстань по прямій від Красної площі до місця випробування дорівнює 363 км. Село Галкіне було найнаселенішим в області — 300 осіб. Час існування — із середини XVII століття. Нині це село на картах суб'єкта відсутнє. Від села залишилося 2 будиночки.

## Наслідки та поточна ситуація
Існував ризик зміни русла річки Шачі із затопленням свердловини, що могло призвести до радіоактивного забруднення Волги. У 2004 році було збудовано обвідний канал.
«Брудна» зона — майданчик 100 × 150 м. Джерела випромінювання — невеликі ділянки ґрунту, плями, де максимальна питома активність ґрунту сягає 100 тисяч беккерелів на кілограм, що у десятки тисяч разів вище за норму.
У 1971 році, коли завершувалися роботи, величина дози свердловини становила 150 мікрорентген на годину (максимальний поріг «фонового» значення — 50 мікрорентген на годину). У 1997 році при вимірах в деяких точках майданчика зафіксували гамма-випромінювання потужністю 1,5 тисяч мікрорентген на годину, в 1999 — 3,5 тисячі, в 2000 році — 8 тисяч мікрорентген на годину.
Нині потужність випромінювання впала і становить близько 3 тисяч мікрорентгенів на годину, що свідчить про стабілізацію, проте ізотопи цезій-137 і стронцій-90 продовжують виходити на поверхню.
У вересні — жовтні 2014 року Росатом провів роботи з ізоляції свердловин та дезактивації місцевості. Радіоактивний ґрунт із «комор» вивезений на спеціалізований комбінат з утилізації радіоактивних відходів. У серпні 2015 р. роботи з рекультивації заражених ґрунтів завершено.

## Інтернет-ресурси
- Василий Гулин «Ядерная деревня»
- Сергей Андреев «СССР нанес ядерный удар по своим»
- Шача